# Момчило Гргуревић
Момчило Гргуревић (1906 — 1945) је био свештеник СПЦ канонизован као новомученик митрополије дабробосанске.

## Биографија
Рођен је 1906. године у Србињу у данашњој Републици Српској. Завршио је Богословију у Сарајеву. 1929. године је рукоположен у чин ђакона а убрзо и чин свештеника. Служио је у Челебићима све до мученичке смрти 29. новембра 1945. године.
Током Другог светског рата његова ликвидација је више пута планирана и покушавана. Убијен је у ноћи 29. новембра 1945. године, када је рат већ увелико био завршен. Том прикликом му је глава одсечена и као трофеј однесена у зграду општине Челебићи.
Након 45 година његов син Василије пренео је Момчилове земне остатке и сахранио их поред Цркве у Челебићима.